# Тункиншки национални парк
Тункиншки национални парк (рус. Тункинский) се налази у јужном делу централног Сибира, обухвата планински регион усред која се надовезује над долином Бајкалског језера југозападно до границе са Монголијом. На северу и западу долина се граничи са рубом Сајанских планина. На истоку се налази нижа Хамар-Дабан планина. Са површином од 1.183,662 хектара, парк обухвата целокупни Тункиншки рејон у Републици Бурјатији. То је око 200 km југозападно од града Иркутска.

## Топографија
Географија Тункиншког региона укључује драматичне пределе (Туншке Алпе) пукотина и глацијалних долина и планина, топлих извора, планинских ливада, водопада и многих сродних станишта. Парк се налази на месту где се срећу тајге, степе, алпске шуме и језерски екосистеми. Тункиншки, и долина Тунке, налази се између- Бајкалског језера и језера Хувсгул. Висине планина се крећу од 668 m до 3.172 m. Централна долина Иркута је равница са плодном земљом која је погодна за пољопривреду. У долини постоји неколико малих насеља, углавном настањених аутохтоним сибирским народима.
- Границе парка се поклапају са границама Тункиншког округа
- Неактивни вулкан Талскаја
- Река Кингирга

## Клима
У парку влада континентална клима (Кепенова класификација климата Dwc субполарна клима: снежна клима са сувом и хладном зимом и прохладним летом). Просечна количина падавина годишње износи 595 mm (највеће количине су летње падавине).

## Фауна
Као биолошки разнолик и изолован парк, Тункиншки је дом бројним животињама: идентификовано је преко 305 кичмењака, од којих је 62 окарактерисано као ретко или угрожено. У угрожене врсте спадају снежни леопард (са потврђеним присуством у северном делу парка) и азијски дивљи пас (такође присутан у северном делу). Истраживачи парка идентификовали су 54 врсте сисара (неке од њих су сибирска срна, ждеравац, лос, и степски твор), 18 врста риба (најчешће липљан, шаран, кленић и жутоперка), 207 врста птица гњездарица и још 30 селица, 4 врсте водоземаца и 5 врсте гмизаваца.

## Флора
Екорегија обухвата четинарске шуме на падинама Сајанских планина (које се често називају шуме тајге) које се сврставају у умерене четинарске шумске биоме. То су шуме прелазних зона које садрже врсте из сибирске тајге и монголске степе, пре свега бора, кедра и ариша. Доња подручја карактерише шумско-степска вегетација. Виша надморска висина укључује тундру и алпске пропланке. Забележено је више од 900 васкуларних биљака, а 43 угрожене врсте биљака наведене су у руској Црвеној књизи.

## Туризам
Мали спа центар Аршан налази се у подножју Сајанске планине, а познат је по карбонатним минералним изворима. У граду постоји развијена инфраструктура, укључујући хотеле, купалишта и кафиће. Подручје је познато по кајаку, планинарењу и пењању по стенама.